# Charlotte Bellmann
Charlotte Bellmann (n. 19 iunie 1991, Hamburg) este o actriță, o tânără speranță a cinematografiei germane. Printre primele filme în care a jucat se numără filmele publicitare pentru firmele "Shell" și "Miele" sau a primit rolul principal în filmul "Fruchtzwerge". Ea devine cunoscută prin serialul Der Ermittler în care jucat între anii 2001-2005, rolul fiicei comisarului de poliție "Zorn".
Charlotte este primul născut într-o familie formată din patru copii. Pe lângă talentul în domeniul actoriei, ea este o bună desenatoare și are talent în producerea obiectelor de artizanat.